# Белічко Наталія Юріївна
Наталія Юріївна Белі́чко (нар. 18 січня 1964, Київ) — український мистецтвознавець і педагог, кандидат мистецтвознавства з 2006 року; член Національної спілки художників України з 2003 року.

## Біографія
Народилася 18 січня 1964 року в місті Києві (нині Україна), дочка мистецтвознавця Юрія Белічка. 1987 року закінчила Київський художній інститут.
Протягом 1987—1988 років працювала архівістом першої категорії у Центральному державному архіві-музеї літератури i мистецтва Української РСР; у 1989—2006 роках обіймала посаду молодшого наукового співробітника Відділу образотворчого мистецтва Національної бібліотеки України імені Володимира Вернадського, одночасно з 2003 року — старший викладач Державної академії керівних кадрів культури і мистецтва України. З 2006 року — старший викладач, з 2010 року — доцент у кафедри теорії та історії мистецтва Національної академії образотворчого мистецтва України.

## Наукова діяльність
Досліджує графічне мистецтво України 20 століття. Серед праць:
- Прикмети епохи у творчості Георгія Малакова // Українська академія мистецтва: Дослідницькі та науково-методичні праці. Київ, 1998. Випуск 5;
- Микола Компанець // Українська академія мистецтва: Дослідницькі та науково-методичні праці. Київ, 1999. Випуск 6;
- Українська книжкова графіка 50–70-х років 20 століття: Пошуки та досягнення // Рукописна та книжкова спадщина України: Збірка наукових праць. Київ, 2004. Випуск 8.

Авторка низки статей в Енциклопедії сучасної України.